# لس بوردس، اندر
لس بوردس، اندر (به فرانسوی: Les Bordes) یک کمون در فرانسه است که در اندر واقع شده‌است. لس بوردس ۱۶٫۳ کیلومتر مربع مساحت و ۹۳۴ نفر جمعیت دارد و ۱۷۶ متر بالاتر از سطح دریا واقع شده‌است.